# Katinka Hoffmann
Katinka Hoffmann (* 6. Januar 1938 in Breslau, Deutsches Reich; † 6. September 2021 in Bonn) war eine deutsche Schauspielerin und Theaterbetreiberin.

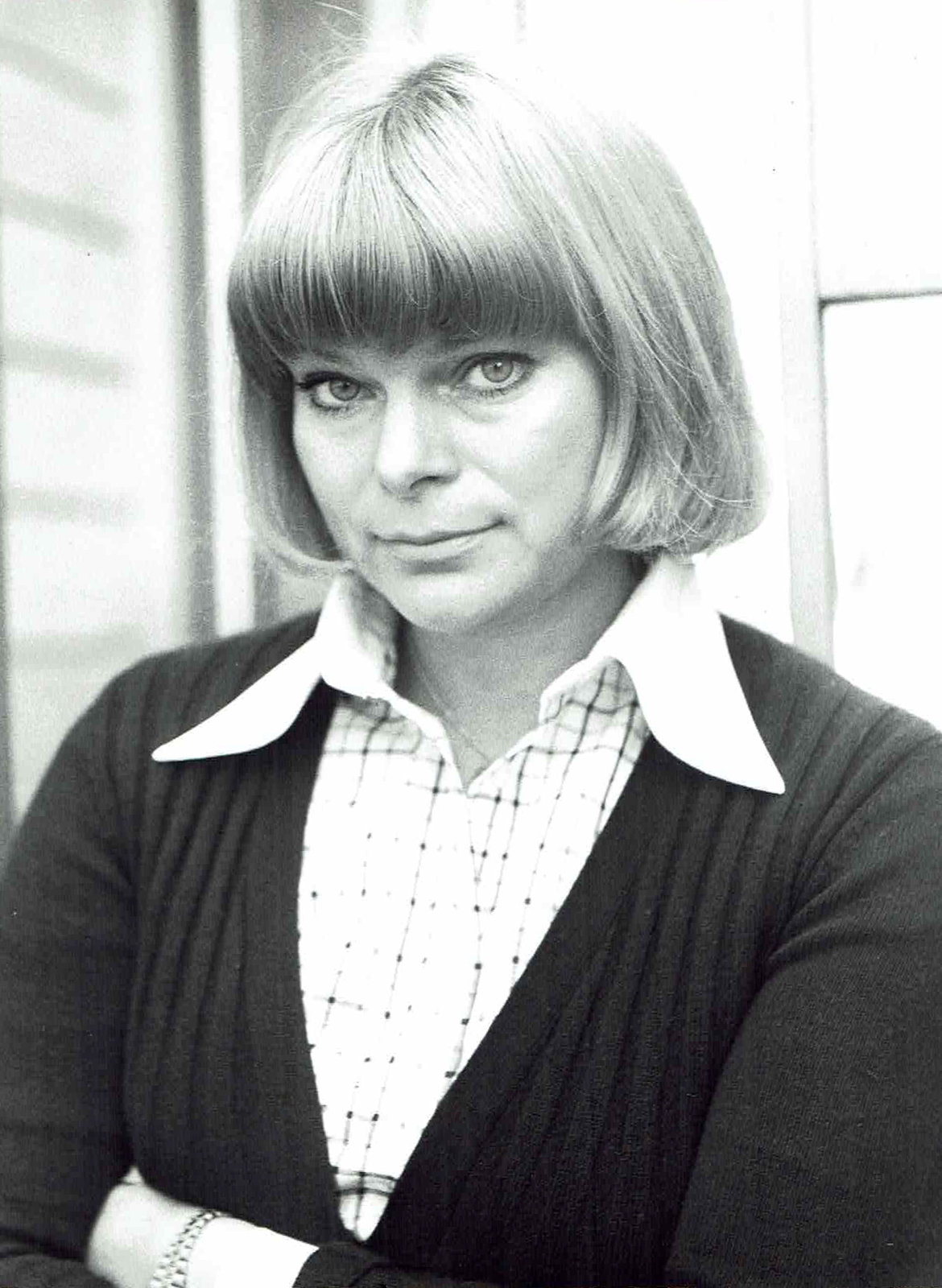
Katinka Hoffmann (1980)

## Leben
Katinka Hoffmann war ab Mitte der 1950er Jahre deutschlandweit auf großen Bühnen zu Hause. Unter anderen in Bonn, Wiesbaden und Baden-Baden. Als 18-Jährige erhielt sie mehrere Festengagements. Ab 1960 kamen Auftritte im  Fernsehen hinzu. 1966 übernahm  Hoffmann von ihrem Vater Gustav Kurt Hoffmann, ebenfalls Theaterschaffender, das Contra-Kreis-Theater und wurde damit mit 28 Jahren die jüngste Theaterdirektorin in Deutschland. Unter ihrer Leitung spielten in diesem Bonner Privattheater in über fünf Jahrzehnten u. a. Jochen Busse, Horst Janson, Anita Kupsch, Hans-Jürgen Bäumler, Sonja Ziemann, Harald Leipnitz, Karin Dor, Charles Regnier, Billie Zöckler, Heide Keller und Gunther Philipp. Auch der junge Til Schweiger sammelte dort frühe Bühnenerfahrungen.
Nebenher blieb Katinka Hoffmann auch weiterhin im Fernsehgeschäft aktiv und trat bis in die späten 1970er Jahre vor die Kamera. 1963 war sie gemeinsam mit Götz George in dem Drama Die Flucht (alter Titel Mensch und Bestie) zu sehen. Ab 1964 trat sie in zwei Folgen der Agentenserie Die fünfte Kolonne auf, zu sehen war sie auch in dem Durbridge-Straßenfeger Melissa. Weitere Rollen folgten in der Serie Frühbesprechung, in der Fernsehserie Anna (gemeinsam mit Susanne von Medvey) spielte sie die Hauptrolle.
Hoffmann war mit dem Schauspieler Johannes Großmann verheiratet. Dieser Ehe entstammt die Tochter Nana.

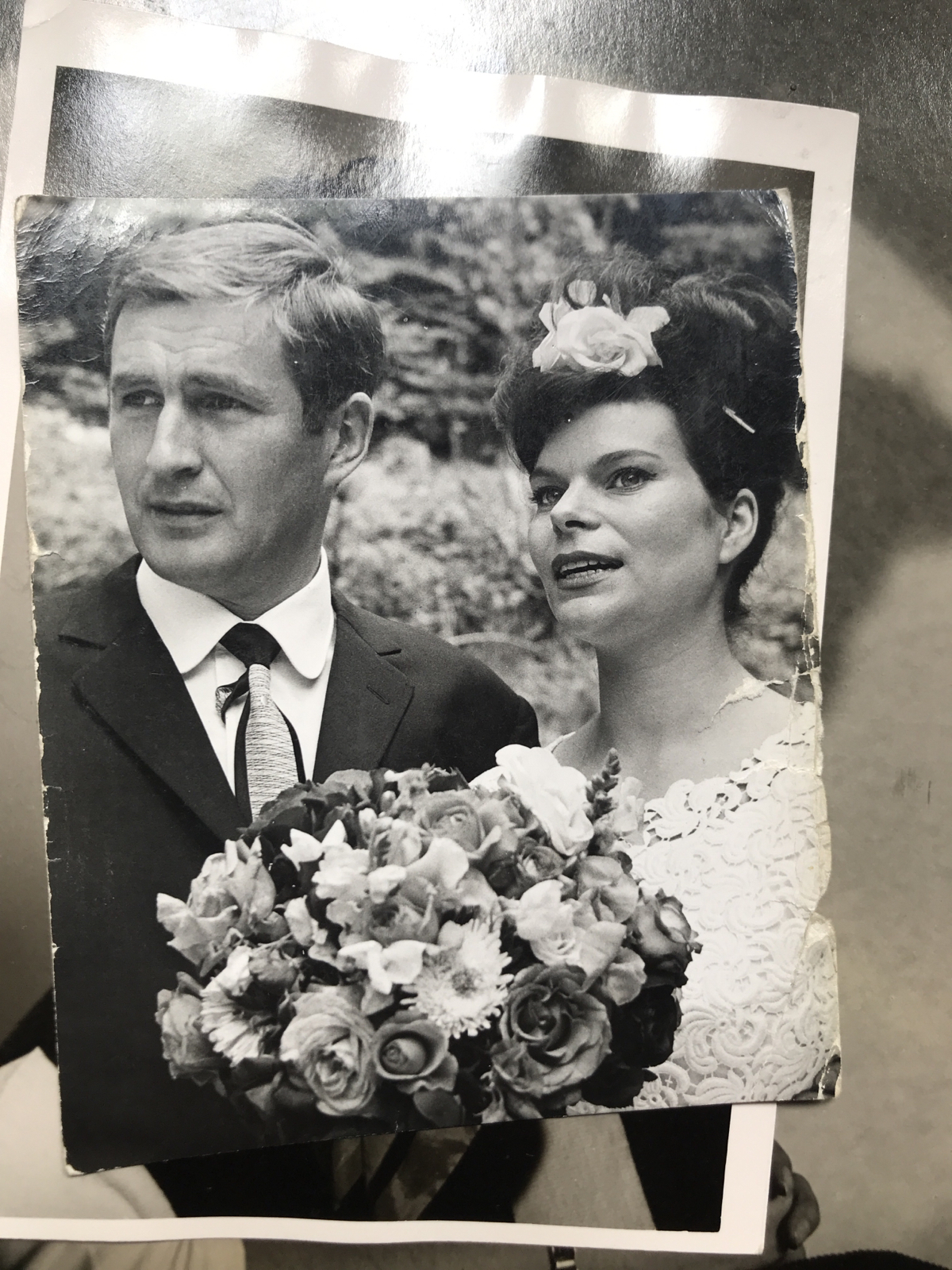
1963, Johannes Grossmann und Katinka Hoffmann

1980 bekam sie ihre zweite Tochter Jessica mit ihrem Lebenspartner Horst Johanning.
Katinka Hoffmann hatte insgesamt sieben Enkelkinder und zwei Urenkel. Ihre Enkelin Mia Geese stand schon mit 10 Jahren auf der Bühne und führt die Familientradition der Schauspielerei fort. Sie ist deutschlandweit am Theater zu sehen.

## Filmografie (Fernsehen)
- 1960: Der Mann, der Donnerstag war
- 1961: Der Muck
- 1961: Fast ein Poet
- 1963: Mensch und Bestie (Die Flucht) (Kinofilm)
- 1964: Zwei Herren aus Verona
- 1964: Wachet und singet
- 1965: Undine
- 1965: Die Häuser des Herrn Sartorius
- 1966: Melissa (Fernsehdreiteiler)
- 1966: Der Richter von London
- 1966: Johannisnacht
- 1966: Der Kaktusgarten
- 1964–1967: Die fünfte Kolonne (zwei Folgen)
- 1968: Sherlock Holmes: Das Haus bei den Blutbuchen
- 1969: Die Rückkehr
- 1970: Eröffnung des indischen Zeitalters
- 1972: Der Illegale (Fernsehdreiteiler)
- 1972: Eine Tote soll ermordet werden
- 1973: Butler Parker
- 1973: Frühbesprechung (Serie; sechs Folgen)
- 1976: Tatort – Zwei Leben
- 1978: Ein unruhiges Jahr
- 1979: Anna (Serie; durchgehende Rolle)
- 1987: Minipli
- 1988: Dortmunder Roulette
- 1994: So und nicht anders
- 1999: …und im Keller gärt es
- 2002: Heirat wider Willen